# Pietro Alborghetti
Pietro Alborghetti (Venezia, 1675 – Parigi, 4 gennaio 1731) è stato un attore teatrale e attore teatrale italiano.
Abile interprete di Pantalone, recitò dapprima in Italia con Luigi Riccoboni, ma, convocato in Francia, si esibì a Parigi, dove ottenne un discreto successo per la sua temperanza.